# Municipio de Garden Grove (Iowa)
El municipio de Garden Grove (en inglés: Garden Grove Township) es un municipio ubicado en el condado de Decatur en el estado estadounidense de Iowa. En el año 2010 tenía una población de 382 habitantes y una densidad poblacional de 4,12 personas por km².

## Geografía
El municipio de Garden Grove se encuentra ubicado en las coordenadas 40°50′58″N 93°36′31″O / 40.84944, -93.60861. Según la Oficina del Censo de los Estados Unidos, el municipio tiene una superficie total de 92.75 km², de la cual 92,64 km² corresponden a tierra firme y (0,12 %) 0,11 km² es agua.

## Demografía
Según el censo de 2010, había 382 personas residiendo en el municipio de Garden Grove. La densidad de población era de 4,12 hab./km². De los 382 habitantes, el municipio de Garden Grove estaba compuesto por el 98,43 % blancos, el 0,52 % eran afroamericanos y el 1,05 % eran de una mezcla de razas. Del total de la población el 0,52 % eran hispanos o latinos de cualquier raza.